# Comuna Mîhailivka, Burîn
Mîhailivka (în ucraineană Михайлівка) este o comună în raionul Burîn, regiunea Sumî, Ucraina, formată din satele Bondari, Mîhailivka (reședința), Nova Oleksandrivka și Temne.

## Demografie
Componența lingvistică a comunei Mîhailivka
     Ucraineană (97,62%)
     Rusă (1,57%)
     Alte limbi (0,81%)
Conform recensământului din 2001, majoritatea populației comunei Mîhailivka era vorbitoare de ucraineană (97,62%), existând în minoritate și vorbitori de rusă (1,57%).